# 異突頜脂鯉
異突頜脂鯉，為輻鰭魚綱脂鯉目脂鯉亞目脂鯉科的其中一個種。分布於南美洲巴西马代拉河、茹魯阿河及烏卡亞利河流域，體長可達8.1公分，棲息在底中層水域，生活習性不明。